# Baldracco Malabayla
Baldracco Malabayla o Malabaila (Asti, ... – Asti, 1354) è stato un vescovo cattolico italiano. 
È stato vescovo di Asti dal 1348 al 1354.

## Biografia

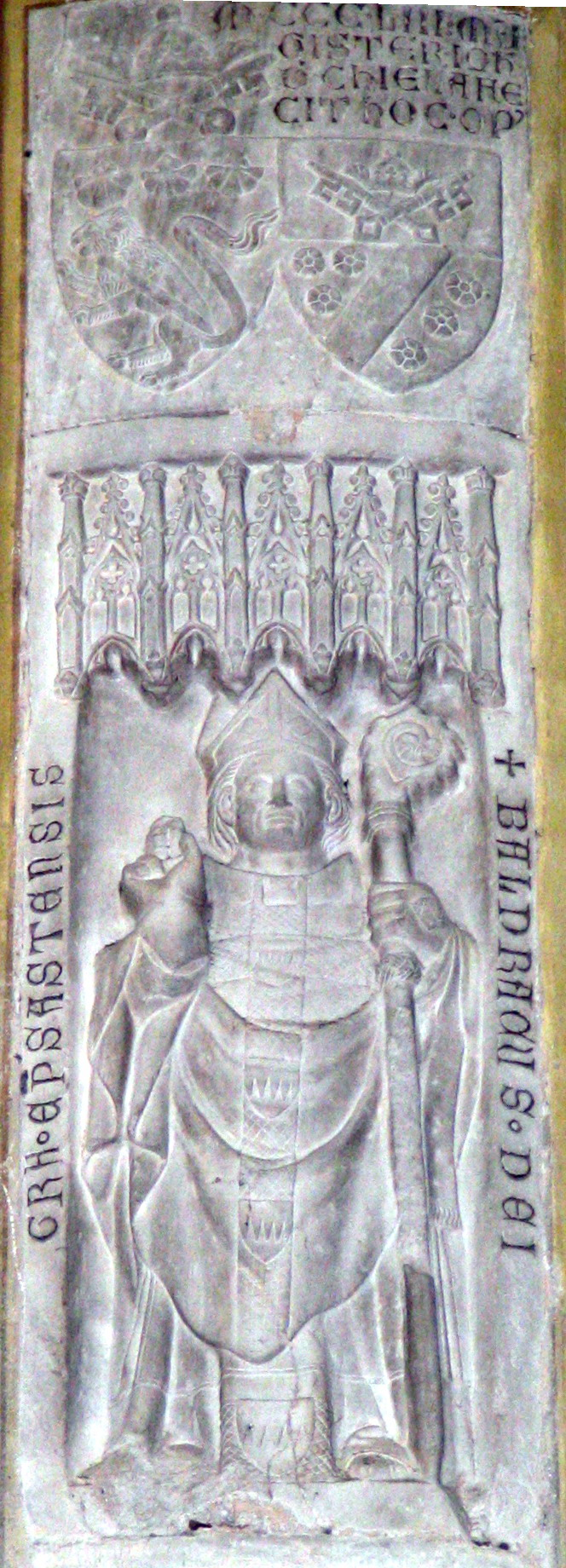
Lapide sepolcrale di Baldracco Malabayla, Cattedrale di Asti

Proveniente da una nobile famiglia astigiana, figlio di Francesco Malabayla signore di Pocapaglia, Baldracco venne consacrato da papa Clemente VI in seguito alla morte del suo predecessore Arnaldo De Rosette.
Baldracco Malabayla insieme ai suoi fratelli, Giacomo, Guido (Guidetto) e Antonio, furono titolari e soci della Compagnia (Bodracus/Boderatus) Malabaila costituita ad Avignone nel 1342, unica compagnia accreditata da papa Clemente VI per il trasferimento dei capitali della Camera Apostolica.
Nel 1343 Baldracco Malabayla compare a Bruges con il socio Corrado di Vallescaria come "mercatores Astenses tam in Romana Curia quam in partibus Flandre commorantes).
Nel 1346 lo si ritrova a Lincoln, in Inghilterra, come canonico locale: (Bodracus Malabayla, canonicus Lincolniensis, frater Iacobi, civis et mercator Astensis), infine il 15 agosto, 1348 venne eletto vescovo di Asti.
Appena insidiatosi sulla sedia dell'episcopato, il vescovo capì che doveva riportare in auge la signoria ecclesiastica e riunì tutti i diplomi, le concessioni, gli atti pubblici e privati di pertinenza della Chiesa di Asti, convocò tutti i vassalli ecclesiastici e li obbligò a fare atto di sottomissione.
Questo provvedimento, in poco tempo consolidò e rafforzò il potere della Chiesa in tutti quei feudi che stavano rendendosi indipendenti.
A questo atto, non risparmiò neppure il padre Francesco a cui il vescovo aumentò di sessanta lire il proprio tributo.
La raccolta dei documenti ecclesiastici venne da allora denominata "Libro Verde della Chiesa di Asti" ed è uno dei documenti più importanti sia sotto il profilo storico che giuridico-amministrativo per la diocesi di Asti.
Anche il Malabayla, come i suoi successori, si prodigò nella ricostruzione della Cattedrale di Asti.
Morì nel 1354 e venne murato nel primo pilastro a sinistra che sostiene la cupola della cattedrale, nella zona prospiciente la cappella di San Francesco di Sales. Il suo successore fu tal Giovanni Malabayla figlio del fratello Guidetto trasferito dalla sede di Treviso.
A ricordo di tale sepoltura vi è un bassorilievo raffigurante il vescovo nell'atto di benedire il popolo.